# Gliciphila
Gliciphila – rodzaj ptaków z rodziny miodojadów (Meliphagidae).

## Zasięg występowania
Rodzaj obejmuje gatunki występujące w Australii (wraz z Tasmanią), na Nowej Kaledonii i Vanuatu.

## Morfologia
Długość ciała 14–21,5 cm; masa ciała 14–29,7 g.

## Systematyka

### Etymologia
- Gliciphila (Glyciphila, Glycyphila, Glycephala): gr. γλυκυς glukus „słodki, słodko smakujący”; φιλος philos „miłośnik”[9].
- Glycifohia: rodzaj Gliciphila Swainson, 1837; być może zabawa słowna nazwą rodzaju Foulehaio Reichenbach, 1852, atolowiec. Conisbee w 1957 roku wymienia fohia jako rodzimą nazwę[10]. Gatunek typowy: Glyciphila notabilis Sharpe, 1899.

### Podział systematyczny
Do rodzaju należą następujące gatunki:
- Gliciphila undulata (Sparrman, 1787) – słodaczek prążkowany
- Gliciphila melanops (Latham, 1801) – słodaczek rdzawogłowy
- Gliciphila notabilis Sharpe, 1899 – słodaczek białobrzuchy